# Związek Producentów Audio-Video
Der Związek Producentów Audio-Video ['zvʲɔ̃zɛk prɔdu't͡sɛntuf 'awdʲɔ vʲi'dɛɔ] „ZPAV“ (dt.: Verbund der Audio- und Videoproduzenten) ist eine polnische Verwertungsgesellschaft der Produzenten, die die Urheberrechte von Bild- und Tonträgern in Polen vertritt. Vorsitzender der ZPAV ist Andrzej Puczyński.
Gegründet wurde die Verwertungsgesellschaft im Juli 1991 von Musikern, Musikproduzenten und Journalisten, um deren Rechte vertreten zu können. Zudem ist die ZPAV die polnische Sektion der International Federation of the Phonographic Industry (IFPI).

## Musikcharts
Seit Oktober 2000 veröffentlicht die ZPAV die wöchentlichen Albumcharts in Polen (kurz: OLiS; dt. Offizielle Liste der Verkäufe). Vom Februar 2010 bis zum Dezember 2012 hat die ZPAV zudem die monatlichen Top 100 der Albumcharts veröffentlicht. Seit 2009 werden außerdem die Top 100 Jahrescharts der Alben veröffentlicht.
Neben den Albumcharts werden seit März 2010 die wöchentlichen Airplaycharts von der ZPAV veröffentlicht. Bis September 2013 wurden diese von Nielsen Music analysiert. Seit September 2013 übernimmt dies die Firma BMAT. Anfangs wurde nur eine Top 5 veröffentlicht, ab Oktober 2013 eine Top 20 und seit dem 16. November 2015 wurden die Airplaycharts auf eine Top 100 erweitert.
Im Januar 2023 wurde das Chartrepertoire deutlich erweitert. Seitdem werden folgende Charts auf wöchentlicher Basis ermittelt:
- Top 100 Alben (Verkäufe + Streaming)
  - Top 100 Alben (Streaming)
  - Top 100 Alben (Verkäufe physisch)
  - Top 100 Alben (Vinyl-Verkäufe)
- Top 100 Singles Streaming
- Top 100 Singles Airplay

## Verleihungsgrenzen der Tonträgerauszeichnungen
Seit Februar 1995 werden die Musikauszeichnungen in Polen von der ZPAV verliehen. Seit dem 3. April 2014 werden Streamings zu den Verkäufen hinzugezählt.

### Alben
Die Gold- und Platinauszeichnungen für Alben wurden seit Beginn in ausländische und inländische Tonträger, mit verschiedenen Verleihungsgrenzen unterteilt. Seit dem 1. Juli 2005 wurden Alben aus den Genres Ernste Musik, Jazz, Blues mit einer eigenen Auszeichnung ausgestattet, da Alben aus den Musikbereichen selten die generellen Verleihungsgrenzen erreichen. Die erste Goldene Schallplatte erhielt das Album Marysia Biesiadna von Maryla Rodowicz, die erste Platin-Schallplatte erhielt das Album Three Tenors Live von Die drei Tenöre. Die erste Diamantene Schallplatte wurde im Juli 2000 für das Album Kayah i Bregović von Goran Bregović und Kayah verliehen. 2.500 gestreamte Lieder aus einem Album entsprechen einem gekauften Album.
| Auszeichnung | bis 31. März 1997 | bis 31. Mai 2002 | bis 30. Juni 2006 | seit 1. Juni 2006 |
| ------------ | ----------------- | ---------------- | ----------------- | ----------------- |
| Gold         | 100.000           | 50.000           | 35.000            | 15.000            |
| Platin       | 200.000           | 100.000          | 70.000            | 30.000            |
| 2× Platin    | 400.000           | 200.000          | 140.000           | 60.000            |
| …            |                   |                  |                   |                   |
| Diamant      | 1.000.000         | 500.000          | 350.000           | 150.000           |

| Auszeichnung | bis 31. Mai 2002 | bis 31. Mai 2004 | bis 31. Mai 2005 | bis 31. Dezember 2024 | seit 1. Januar 2025 |
| ------------ | ---------------- | ---------------- | ---------------- | --------------------- | ------------------- |
| Gold         | 50.000           | 35.000           | 20.000           | 10.000                | 15.000              |
| Platin       | 100.000          | 70.000           | 40.000           | 20.000                | 30.000              |
| 2× Platin    | 200.000          | 140.000          | 80.000           | 40.000                | 60.000              |
| …            |                  |                  |                  |                       |                     |
| Diamant a    | 500.000          | 350.000          | 200.000          | 100.000               | 150.000             |

| Auszeichnung | seit 1. Juli 2005 |        |
| ------------ | ----------------- | ------ |
| Gold         | 5.000             |        |
| Platin       | 10.000            |        |
| 2× Platin    | 20.000            |        |
| …            |                   |        |
| Diamant      | 50.000            | 50.000 |

### Singles
Seit August 2015 werden in Polen erstmals Schallplattenauszeichnungen für Singles verliehen, bis dahin wurden diese Verkäufe zu den Alben addiert. 250 gestreamte Lieder entsprechen einer verkauften Single. Seit dem 1. März 2017 reicht zudem ein gewisser Umsatz in Złoty für die Verleihung von Schallplattenauszeichnungen aus.
| Auszeichnung | bis 28. Februar 2017 | bis 31. Juli 2021    | bis 31. Dezember 2024 | seit 1. Januar 2025    |
| ------------ | -------------------- | -------------------- | --------------------- | ---------------------- |
| Gold         | 10.000               | 10.000 (20.000 zł)   | 25.000 (50.000 zł)    | 62.500 (125.000 zł)    |
| Platin       | 20.000               | 20.000 (40.000 zł)   | 50.000 (100.000 zł)   | 125.000 (250.000 zł)   |
| 2× Platin    | 40.000               | 40.000 (80.000 zł)   | 100.000 (200.000 zł)  | 250.000 (500.000 zł)   |
| …            |                      |                      |                       |                        |
| Diamant      | 100.000              | 100.000 (200.000 zł) | 250.000 (500.000 zł)  | 500.000 (1.000.000 zł) |

### Videoalben
| Auszeichnung | 1. Juli 2005 bis 31. Dezember 2024 b |
| ------------ | ------------------------------------ |
| Gold         | 5.000                                |
| Platin       | 10.000                               |
| 2× Platin    | 20.000                               |
| …            |                                      |

| Auszeichnung | seit 1. Juli 2005 |
| ------------ | ----------------- |
| Gold         | 2.500             |
| Platin       | 5.000             |
| 2× Platin    | 10.000            |
| …            |                   |

## Fryderyk
Seit 1994 verleiht die ZPAV jährlich den Musikpreis Fryderyk. Die erste Verleihung erfolgte im Jahr 1995.